# 27-ма піхотна дивізія (США)
27-ма піхотна дивізія (США) (англ. 27th Infantry Division (United States) — військове з'єднання, піхотна дивізія Національної гвардії армії США. Дивізія, що вела свою історію від Нью-Йоркської дивізії 1908 року формування, брала участь у бойових діях Першої та Другої світових війн.

## Історія
1 жовтня 1917 року 27-ма піхотна дивізія була створена через півроку після вступу Сполучених Штатів у Першу світову війну. Її формування здійснювалося на основі існуючої Нью-Йоркської дивізії Національної гвардії штату. З'єднання було одним з трьох штатів, що цілком формувалося за рахунок нацгвардійців штату (також Національна гвардія штатів Іллінойс та Пенсільванія). Дивізія спочатку мала у своєму складі 1-шу, 2-гу та 3-тю піхотні бригади, а також частини та підрозділи артилерії, інженерних військ та зв'язку. З листопада пройшли зміни в штатній організації дивізії: вона мала 53-тю та 54-ту піхотні бригади, 52-гу бригаду польової артилерії й частини забезпечення та підтримки. Штатна чисельність складала 991 офіцера та 27 114 солдатів і сержантів.

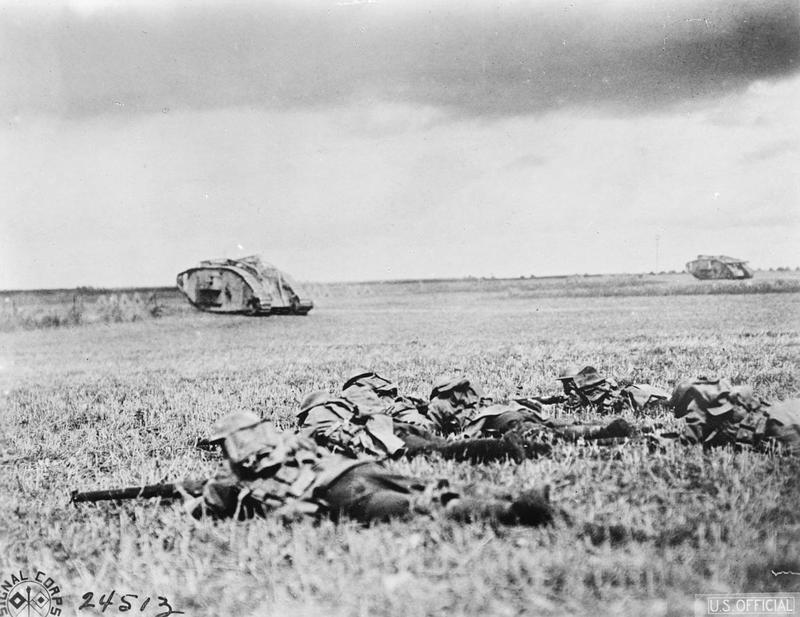
Американська піхота 107-го піхотного полку 27-ї дивізії веде наступ у взаємодії з танками поблизу французького містечка Бокен. 13 вересня 1918

25 липня 1918 року 27-ма дивізія прибула на Західний фронт до складу II корпусу Американських експедиційних сил, де відразу вступила в бої. У вересні американські війська увійшли до 4-ї британської армії генерала сера Генрі Роулінсона. Артилерія дивізії взяла участь у Мез-Аргоннській операції під час 100-денного наступу військ союзників на Західному фронті. Підрозділи дивізії билися в боях на річках Лис і Сомма. Загалом дивізія зазнала у боях величезних втрат серед усіх частин Американських експедиційних сил: 8 334 особи, зокрема 1 442 — загиблих та 6 892 — поранених.
Після завершення воєнних дій перебувала на окупованих союзниками землях колишньої Німецької імперії, у лютому 1919 року повернулася до Нью-Йорку, де незабаром була розформована.
Вдруге 27-ма піхотна дивізія активована 15 жовтня 1940 року, формування відбувалося у Форт-МакКлеллан, у штаті Алабама. 14 грудня 1941 року дивізію передислокували до південної Каліфорнії. 10 березня 1942 року її відрядили на Тихоокеанський театр війни. З 21 травня перебувала на Гаваях. У листопаді 1943 року 27-ма дивізія змагалася в битві за атол Макін, острова Гілберта. У лютому 1944 року її два батальйони билися на атолі Еніветок. Потім участь разом з 2-ю та 4-ю дивізіями морської піхоти у боях за Сайпан. 1945 році битва за Окінаву.
Після капітуляції Японської імперії дивізія прибула на Японські острови, виконувала окупаційні функції в префектурах Ніїґата й Фукусіма. 1947 році повернулася до Національної гвардії штату.
За час воєнних дій на Тихому океані дивізія зазнала великих втрат: загиблими — 1 512 чол., пораненими — 4 980, зниклими безвісти — 40 та полоненими — 1; загалом 6 533 особи.